# Bremach

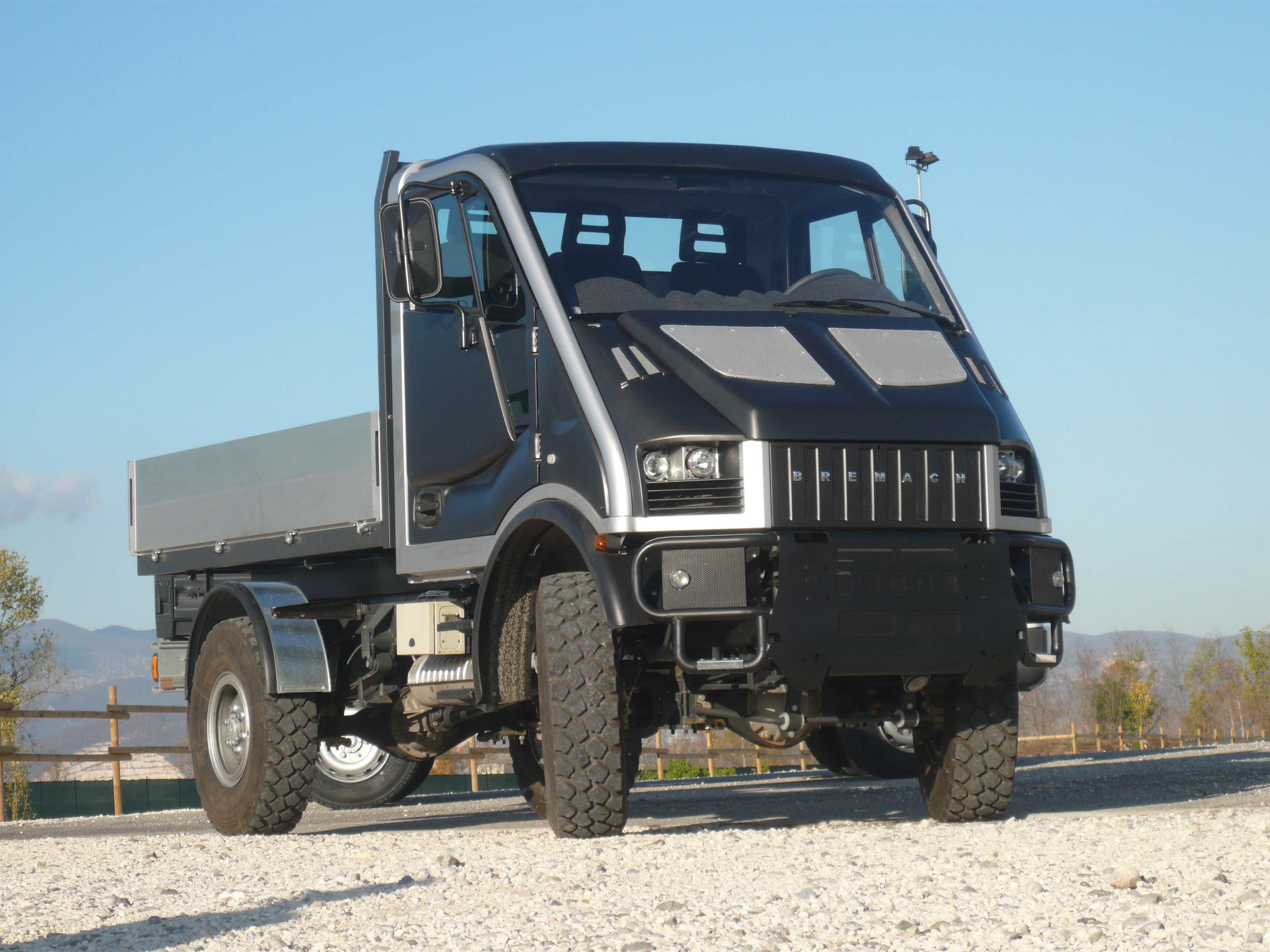
Bremach T-Rex

Bremach, Inc. – amerykański producent samochodów terenowych i pickupów z siedzibą w Castenedolo działający w latach 2010–2022.

## Historia
Przedsiębiorstwo Bremach rozpoczęło działalność w 2010 roku jako amerykańska filia włoskiej centrali, która wówczas jako wieloletnia firma Bremach Industrie specjalizowała się od 1956 roku w produkcji terenowych samochodów ciężarowo-dostawczych. Początkowo amerykańska odnoga Bremacha zajmowała się importem modelu T-Rex. Z połową drugiej dekady XXI wieku włoskie przedsiębiorstwo ogłosiło bankructwo i zakończyło działalność w 2018 roku.

### Bremach, Inc.
Po upadku Bremach Industrie amerykański oddział stał się samodzielnym przedsiębiorstwem, które kontynuowało działalność pod nazwą Bremach, Inc. W grudniu 2020 roku firma ogłosiła, że będzie importować i sprzedawać rodzinę terenowo-osobowych modeli rosyjskiej marki UAZ: SUV-a Patriot oraz jego odmianę pickup. Rok później ogłoszono, że samochody trafiły do sprzedaży pod marką Bremach jako Bremach 4x4 oraz Bremach Pickup.
W pierwszej połowie marca 2022, w związku sankcjami izolującymi rosyjską gospodarkę po inwazji na Ukrainę, dalsza działalność firmy Bremach przestała być możliwa. Sam Bremach określił to jako „bezterminowe zawieszenie operacji” i zadeklarował zwrót wszystkich 100-dolarowych depozytów, które dotychczas wpłacili niedoszli nabywcy samocodów opartych na rosyjskich UAZ-ach.

## Modele samochodów

### Historyczne
- T-Rex (2011–2018)
- 4x4 (2021–2022)
- Pickup (2021–2022)